# Planchonia careya
Planchonia careya är en tvåhjärtbladig växtart som beskrevs av Reinhard Gustav Paul Knuth. Planchonia careya ingår i släktet Planchonia och familjen Lecythidaceae. Inga underarter finns listade i Catalogue of Life.

## Bildgalleri

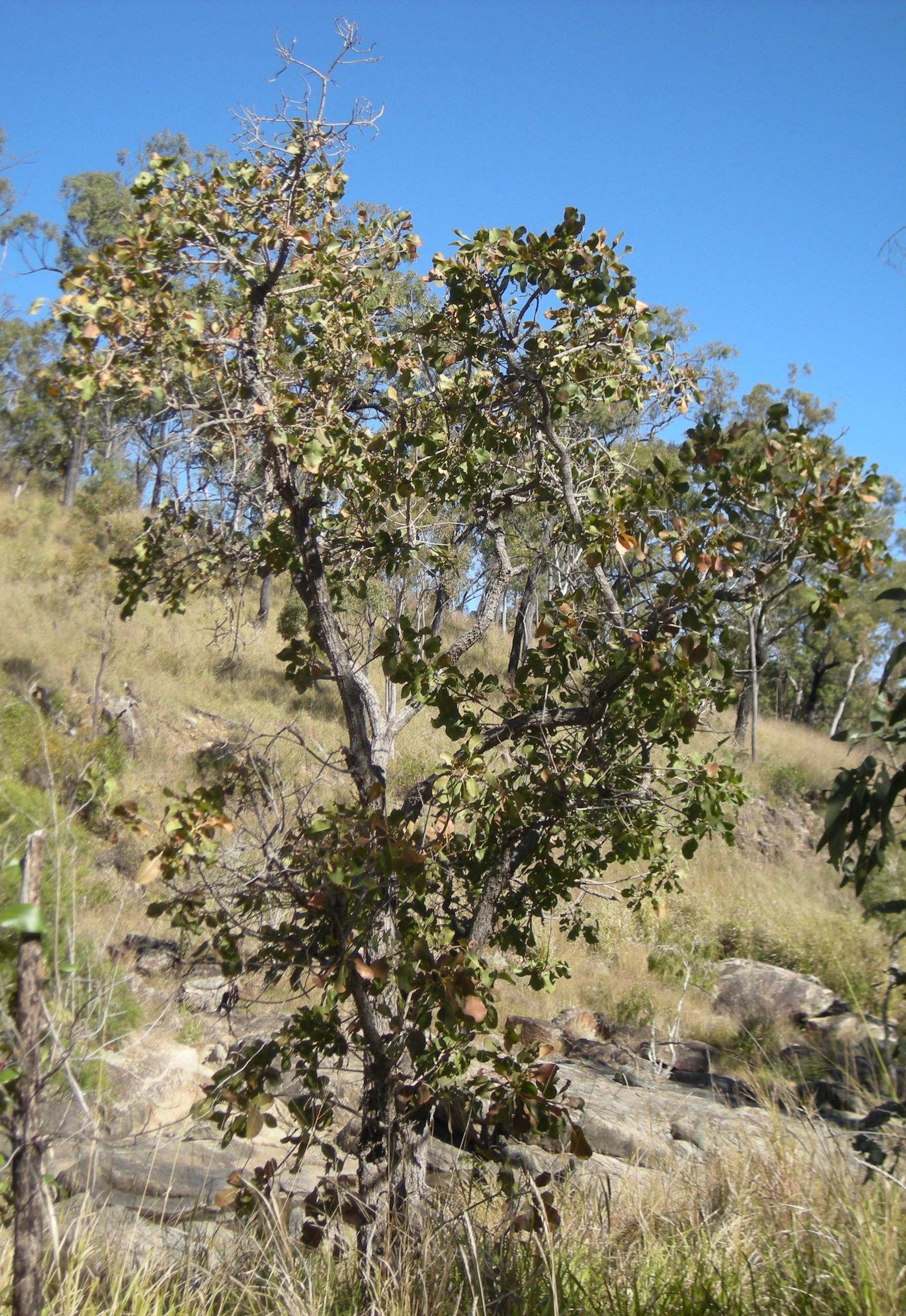
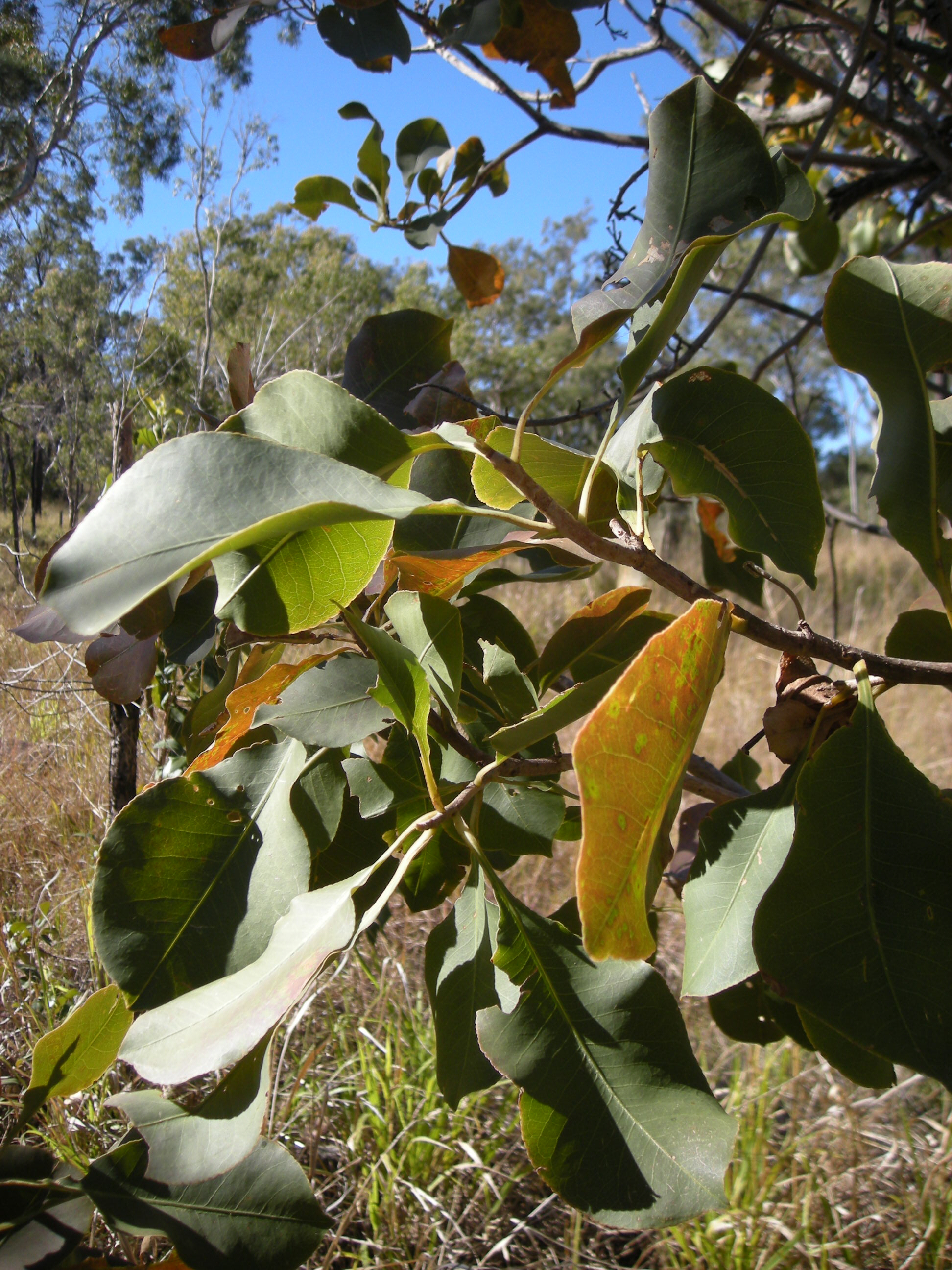
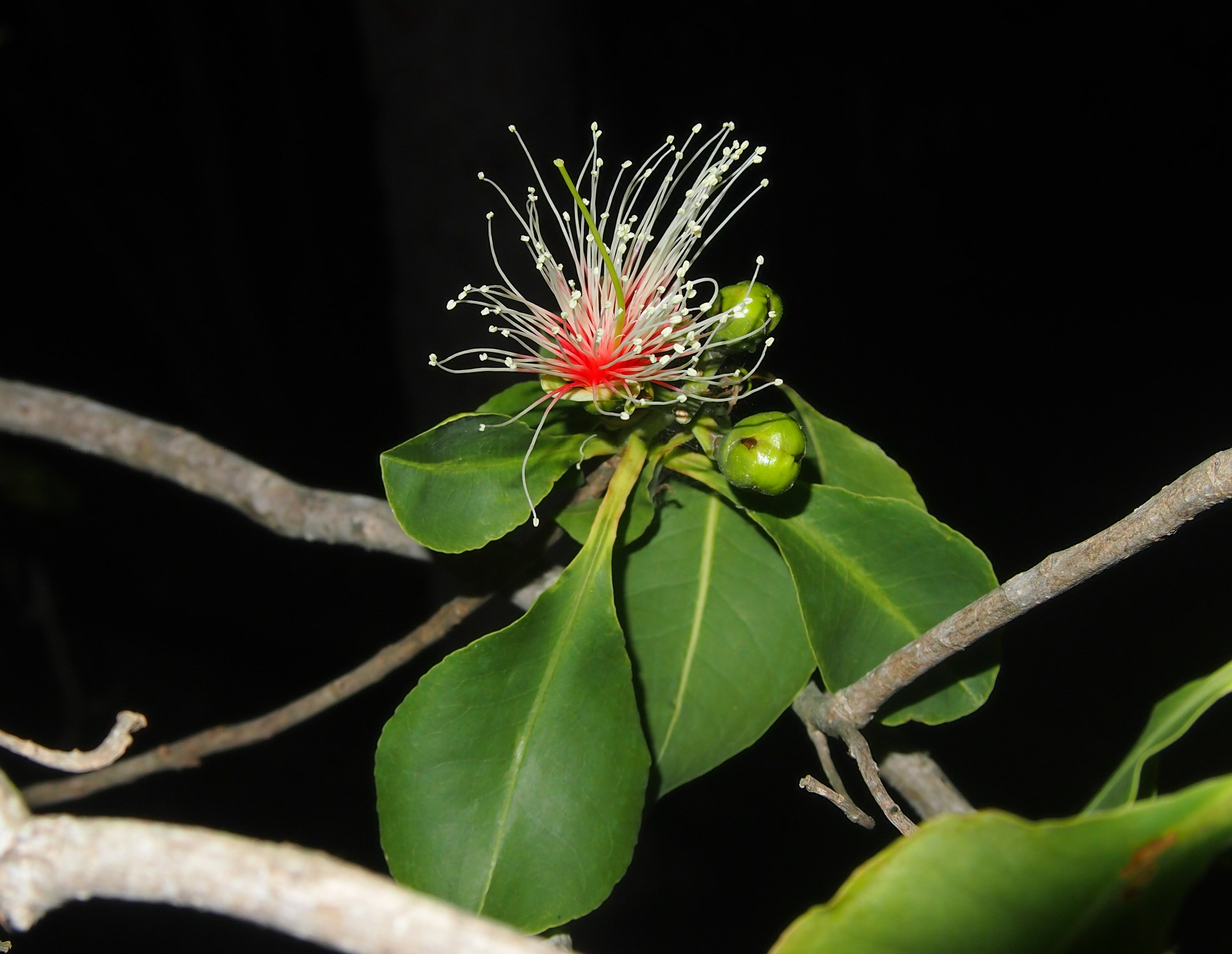
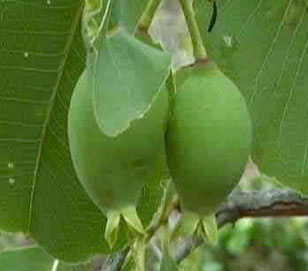